# Црква Савиње
Савиње, односно Црква Светог Саве - Савиње, се налази на стрмим стенама, у пећини, на средини планине Каблар. До ове светиње се долази уском стрмом стазом , пешке. Преко пута Савиња може се видети Манастир Преображење који се налази преко пута клисуре Западне Мораве, у подножју планине Овчар.
Савиње се налази изнад Овчар бање, у стенама планине Каблар, и та светиња је део групе Овчарско-кабларских манастира, познатој као мала Света гора.
Предање вели да је пећина у којој црква Савиње била испосница Светог Саве, који је својом молитвом учинио да из пукотине у стени потекне вода коју је Св. Сава благословио као лековиту("Савина вода").
1938. године у пећини је подигнута црква која је због рата освештана тек 1966. године.
Слава цркве Св. Саве - Савиње је Пренос моштију Светог Саве , 19.маја(6. мај по православном календару).
Служба се врши у летњем периоду сваке младе недеље са почетком у 8 часова.
Црква Светог Саве - Савиње је под управом свештеномонаха Манастира Преображење.

## Галерија
- Детаљ са иконостаса, икона Богородице
- Детаљ са иконостаса, икона Исуса Христа
- Иконостас
- Крст на капели
- Пећинска насеобинаПећинска насеобина
- Поглед са подножја ОвчараПоглед са подножја Овчара
- Прилаз капели
- Савина вода

## Извор
- "Кроз Српску Свету гору”:Овчарско-кабларски манастири/приредила Гордана Петковић, Чачак:Графика Јуреш, 2002 ,  978-86-83575-09-1